# Пеницилл рыбный
Пеници́лл (пеници́ллий) ры́бный (лат. Penicíllium piscárium) — вид несовершенных грибов (телеоморфная стадия неизвестна), относящийся к роду Пеницилл (Penicillium).

## Описание
Колонии на агаре Чапека широкорастущие, за 14 дней достигают диаметра 6 см, белые или светло-серовато-оливковые, концентрически зональные, несколько радиально складчатые, рыхло-пушистые, слабо спороносящие. Экссудат практически отсутствует или немногочисленный. Запах отсутствует. Реверс кремовый до едва желтоватого или розоватого. На агаре с солодовым экстрактом (MEA) колонии с неокрашенным реверсом.
На CYA колонии на 7-е сутки до 4,5 см в диаметре, спороношение более выраженное, присутствует обильный вторичный рост мицелия. Реверс светло-оранжевый до коричного. На YES колонии также 4,5 см в диаметре.
При 37 °C рост отсутствует.
Конидиеносцы в типичных вариантах двухъярусные, часто неправильные, с дополнительными веточками либо также одноярусные, грубо, но необильно шероховатые до почти гладкостенных. Метулы в мутовках по 2—3, неравные, 11—22 мкм длиной. Фиалиды суженные в длинную шейку, 9—12 × 2,3—2,5 мкм. Конидии шаровидные или почти шаровидные, отчётливо шиповатые, в среднем 3,5—4 мкм в диаметре, в коротких цепочках.

### Отличия от близких видов
Penicillium simplicissimum отличается гладкостенными спорами и практически исключительно двухъярусными кисточками. Penicillium ochrochloron отличается эллипсоидальными гладкими спорами.

## Экология
Довольно редкий вид, описанный с рыбьего жира, также выделен с хлопковой ткани.

## Таксономия
Penicillium piscarium Westling, Ark. Bot. 11 (1): 86 (1911).